# Menjadora

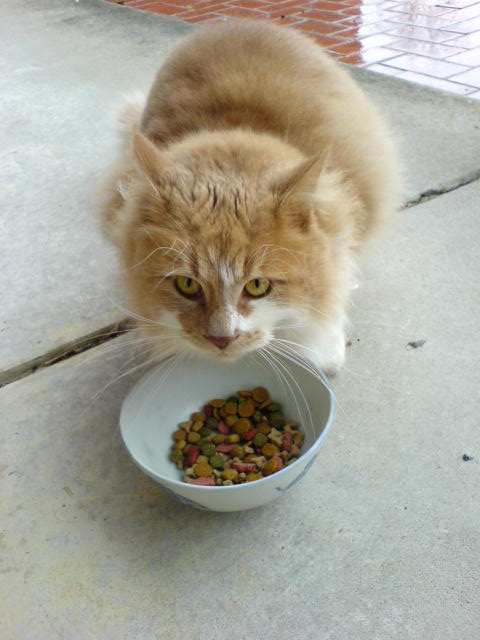
Gat menjant d'una menjadora

Una grípia o menjadoraés un recipient on s'aboca el menjar per als animals de cria o mascotes. Les menjadores solen consistir en bols de metall, plàstic o ceràmica on es col·loca l'aliment de forma periòdica per a l'alimentació de l'animal. Hi ha diversos tipus de menjadores en funció de la grandària i característiques de la mascota.
Les menjadores amb tremuja permeten alimentar la mascota sense necessitat la presència del propietari. Consten d'un dipòsit on s'emmagatzema l'aliment que es va dispensant per la base sobre un bol. D'aquesta manera, l'animal disposa d'una quantitat certa d'aliment però no necessita ser dispensat per la mà humana.
Algunes menjadores disposen de sistemes per a limitar la quantitat ingerida per la mascota. En general, consisteixen en obstacles a l'interior del plat que obliguen a l'animal a buscar el menjar allargant el període d'ingestió i afavorint la sensació d'afartament. Alguns tenen un nucli central rígid fent que el menjar es mogui al voltant.
Entre els accessoris associats als menjadores hi figuren:
- Suports per a dos bols, format per una menjadora i un abeurador.
- Suports elevats, per un o dos bols de manera que l'animal no hagi d'ajupir-se.
- Bases, de realç per elevar la menjadora uns centímetres sobre el sòl

## Menjadores per a aus
Les menjadores per a aus es pengen a l'exterior o interior de la gàbia de manera que l'escaiola queda disposada a l'abast de l'animal. Tenen la forma d'un tub vertical amb una obertura en forma de recipient a la part inferior. L'ocell va disposant de l'aliment fins que s'esgota el contingut. També hi ha menjadores per exterior que es posen als boscos, parcs o jardins. Es poden situar adossades a un tronc o penjant de les branques d'un arbre. Algunes se sostenen sobre un peu vertical i altres es poden suspendre l'ampit de les finestres. Les menjadores externes poden anar des de les més sofisticades a les de fabricació casolana. S'acostuma a situar-les en llocs amb bona visibilitat per donar confiança a l'ocell. Si s'enganxen a un arbre, aquest ha de ser tan llis possible per evitar l'ascens de gats i feristeles. Hi ha menjadores en forma de casa amb teules que protegeixen els ocells de les pluges i en les quals poden arribar a dormir-hi. D'altres, més senzilles consisteixen en una simple safata. Algunes aus s'agafen amb facilitat en posició vertical pel que són convenients les menjadores amb forma de reixeta. L'aliment es posa al seu interior i els ocells picotegen a través dels orificis de la malla. Un ús semblant es fa de les boles de sèu col·locades en recipients amb reixes. Una fruita penjada d'un ganxo o un seguit de fruits secs enfilats en un filferro també poden constituir efectives menjadores d'exterior.

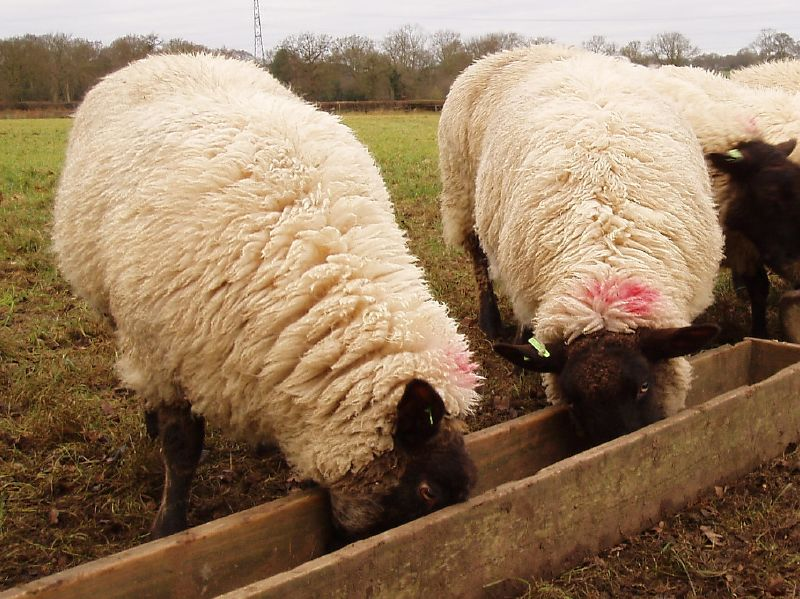
Ovelles menjant d'una grípia
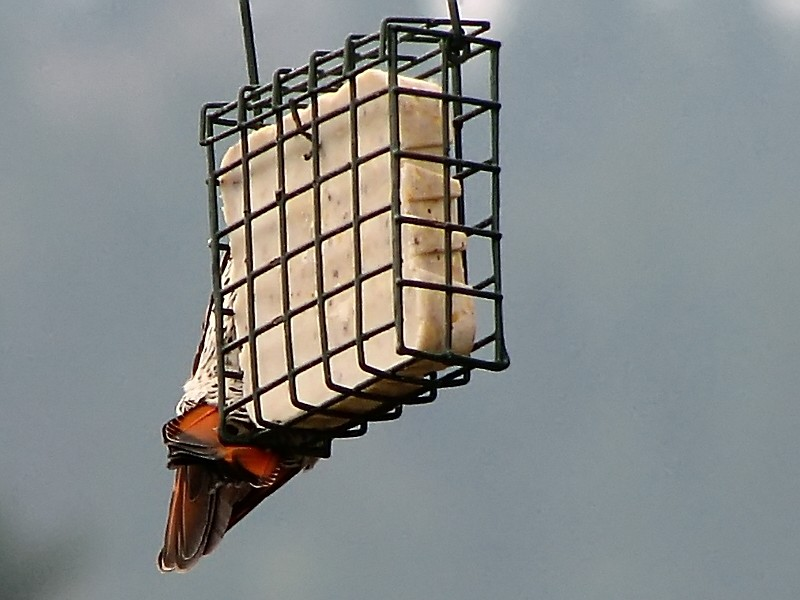
Menjadora de reixeta
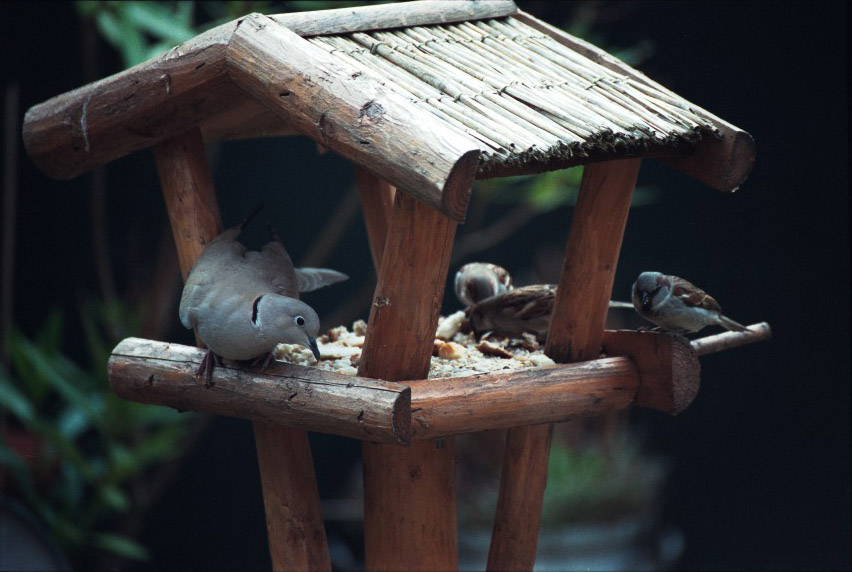
Menjadora en forma de caseta
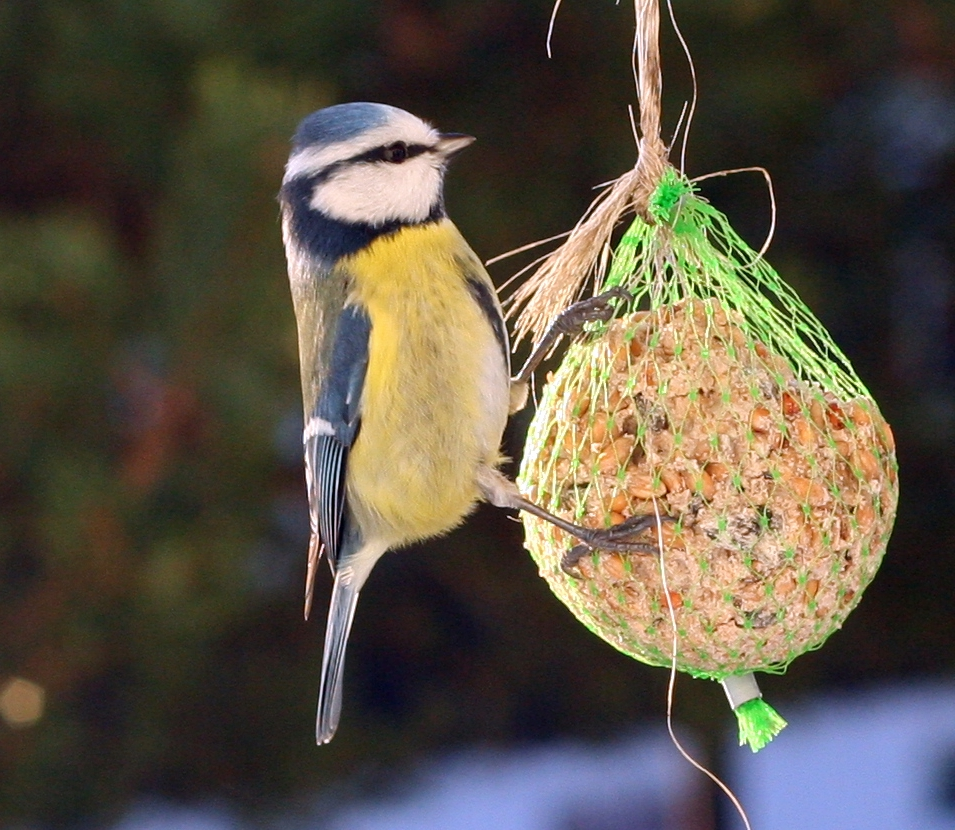
Ocell en menjadora de malla
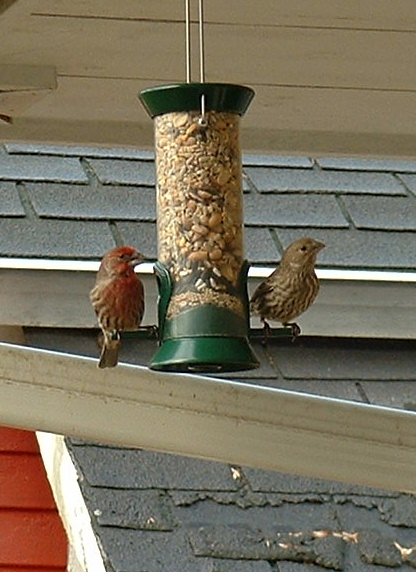
Menjadora penjant
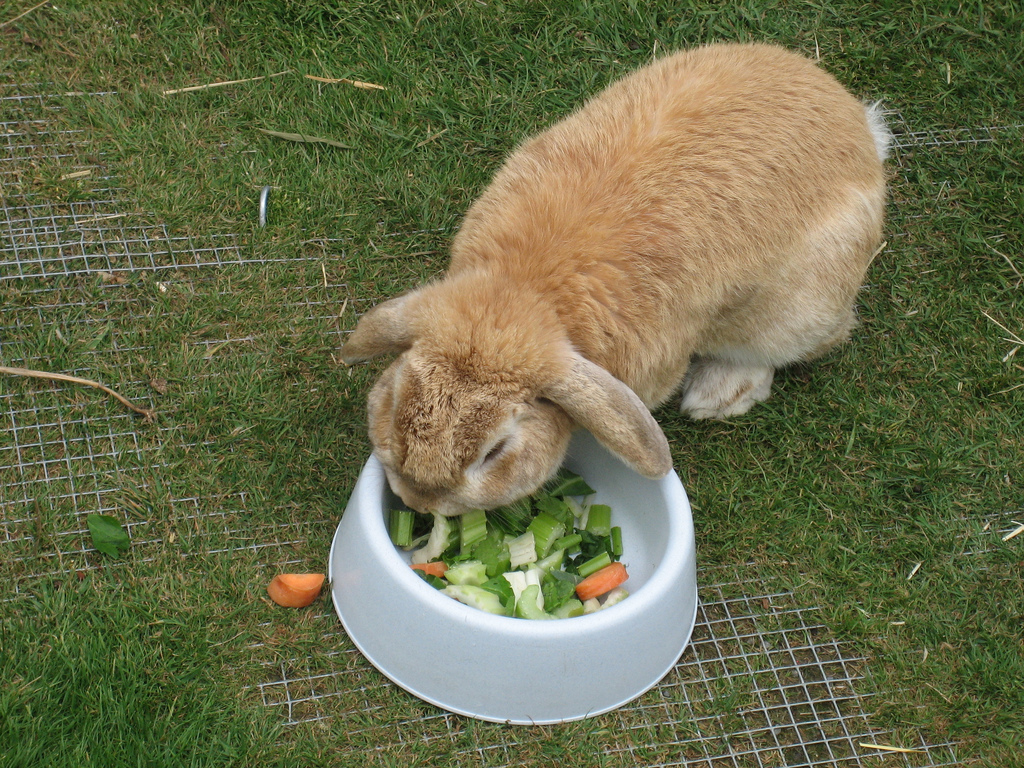
Conill amb una menjadora
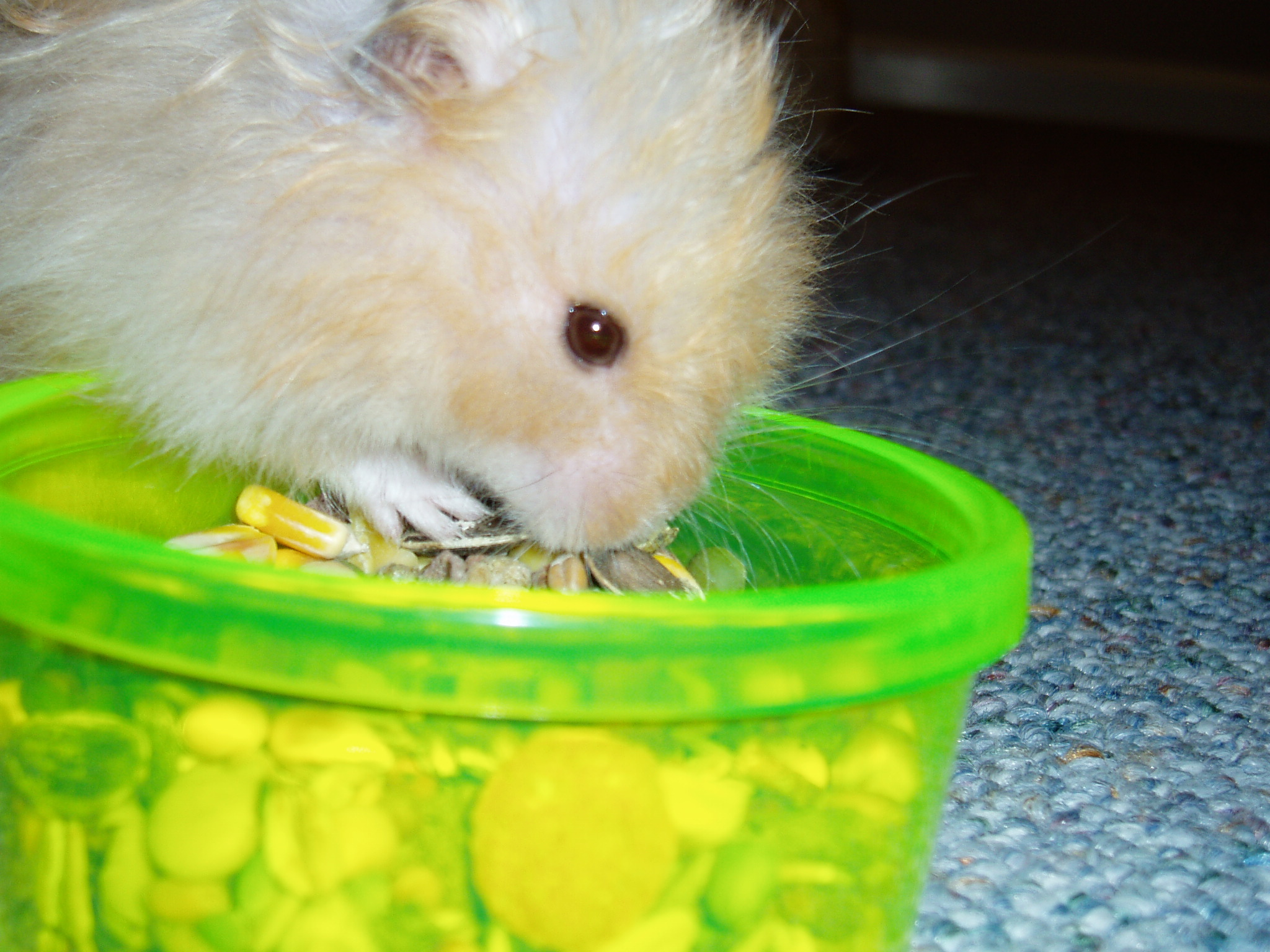
Hamster menjant de la menjadora